# Crazy About You
Singles par Mini Moni
Mini Moni Kazoe Uta (...)
(2003) Mirakururun Grand Purin! (...)
(2003)
Crazy About You (écrit en capitales : CRAZY ABOUT YOU) est le 10e single du groupe de J-pop Mini Moni (le 6e attribué au groupe sous ce seul nom), sorti en 2003.

## Présentation
Le single sort le 16 octobre 2003 au Japon sous le label Zetima, cinq mois après le précédent single du groupe, Mini Moni Kazoe Uta (...). Il est écrit et produit par Tsunku. Il atteint la 5e place du classement de l'Oricon. Il se vend à 20 578 exemplaires la première semaine et reste classé pendant sept semaines, pour un total de 36 473 exemplaires vendus durant cette période. Il sortira aussi au format "Single V" (DVD) un mois plus tard, le 13 novembre 2003, contenant le clip vidéo.
C'est le troisième disque de la nouvelle formation du groupe, avec Ai Takahashi en remplacement de Mari Yaguchi. La chanson-titre figurera sur le deuxième album du groupe, Mini Moni Songs 2 qui sortira quatre mois plus tard. Contrairement aux chansons habituelles plutôt enfantines du groupe, il s'agit cette fois d'une chanson de type R'n'B plus adulte, avec une chorégraphie et un look Hip-hop adaptés.
Membres du groupe
Mika Todd ; Nozomi Tsuji ; Ai Kago ; Ai Takahashi

## Liste des titres
Toutes les chansons sont écrites et composées par Tsunku. 
| 1. | Crazy About You (CRAZY ABOUT YOU)                            | Nao Tanaka | 3:16 |
| 2. | Ren'ai Isshūnen (恋愛一周年)                                 | AKIRA      | 4:12 |
| 3. | Crazy About You (Original Karaoke) (...オリジナル・カラオケ) | Nao Tanaka | 3:13 |

| 1. | Crazy About You (CRAZY ABOUT YOU)                  |  |
| 2. | Crazy About You (Dance Version) (...DANCE VERSION) |  |
| 3. | Making Eizo (メイキング 映像)                      |  |